# Слёзкин, Юрий Львович (этнограф)
Ю́рий Льво́вич Слёзкин (англ. Yuri Slezkine; род. 7 февраля 1956, Москва) — советско-американский историк, профессор исторического факультета Калифорнийского университета в Беркли (США), директор Института славянских, восточноевропейских и евразийских исследований этого университета (2004—2013). Старший научный сотрудник Оксфордского университета (2020-). Член Американской академии искусств и наук (2008).

## Биография
Отец — историк-американист Лев Юрьевич Слёзкин; дед, полный тёзка — популярный в 1910—1920-е годы писатель Юрий Львович Слёзкин. Двоюродный брат деда — гусарский офицер и писатель-монархист Юрий Алексеевич Слезкин. Дядя деда по матери — один из основателей Добровольческой армии генерал Иван Георгиевич Эрдели. Прадед — генерал-лейтенант, участник русско-турецкой войны Лев Михайлович Слёзкин. Брат прадеда — генерал-лейтенант Алексей Михайлович Слёзкин. Прапрадед (отец прадеда) — генерал-лейтенант Михаил Львович Слёзкин, брат генерал-лейтенанта, начальника Московского губернского жандармского управления Ивана Львовича Слёзкина.
Мать — Карма Моисеевна Гольдштейн (1933—2011). Дед по матери — аргентинский и советский еврейский писатель Моисей Гольдштейн, погиб на фронте в Великую Отечественную войну.
Юрий Слёзкин окончил филологический факультет МГУ и работал переводчиком с португальского языка в Мозамбике (1978—1979), а затем в Москве. В 1982 году переехал в Португалию, в 1983 году поступил в аспирантуру в США.
Получил степень доктора философии на историческом факультете в Техасском университете в Остине (1989). С 1989 по 1992 — профессор Университета Уэйк-Форест в Уинстон-Сейлеме, Северная Каролина; с 1992 года в Беркли.
Приглашенный профессор в Вассарском Колледже (2002), Ноттингемском университете (2006—2007), Мюнхенском университете имени Людвига и Максимилиана (2018), Институте политических исследований, Париж (2018), Высшей школе социальных наук, Париж (2020), Новом колледже Оксфордского университета (2019), Сент-Эдмунд Холле Оксфордского университета (2020), Латвийском университете, Рига (2021), Институте новейшей истории, Лиссабон (2022), Европейском университете, Санкт-Петербург (2023).

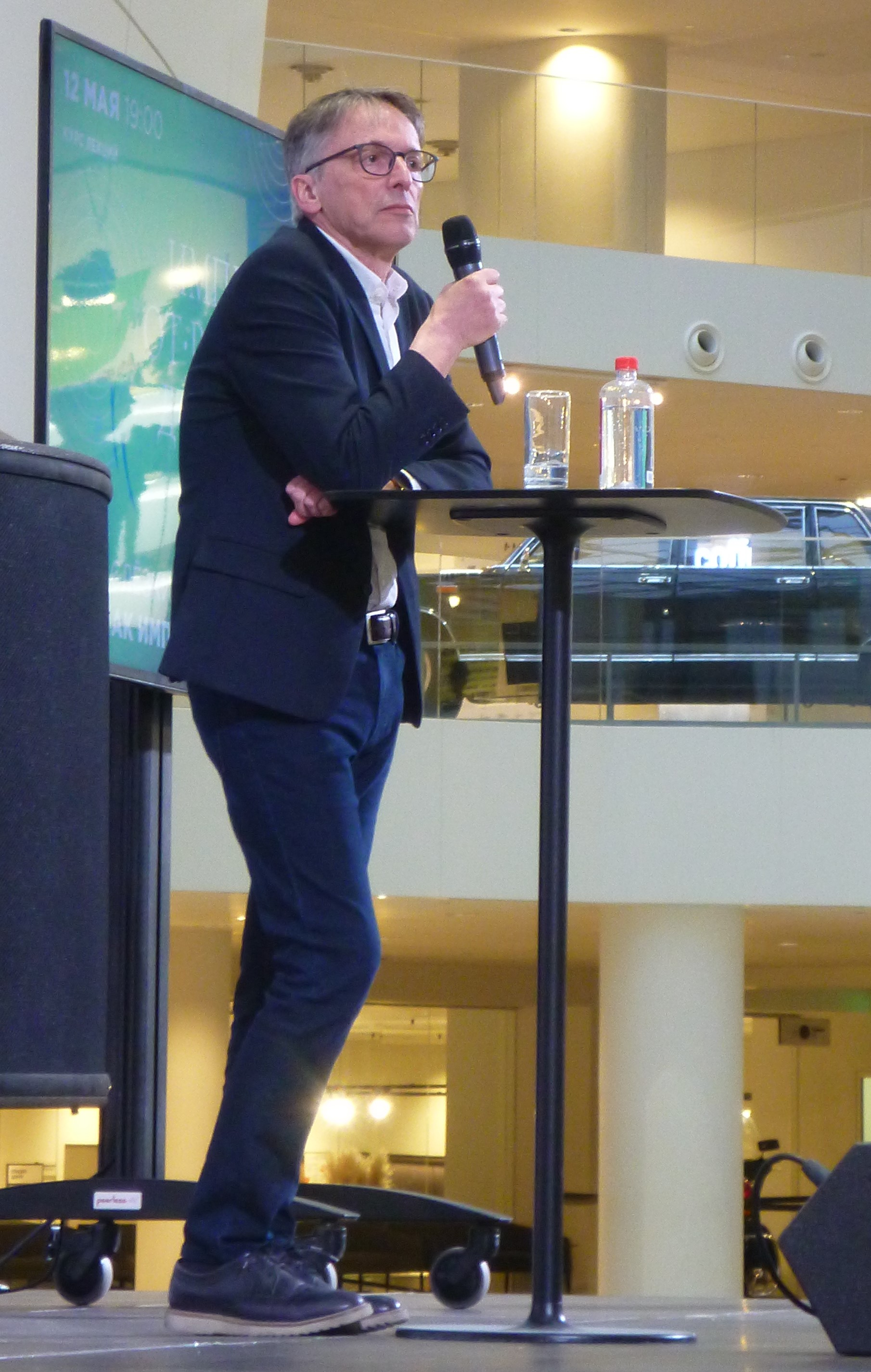
Юрий Слёзкин на своей лекции в Ельцин-центре, 12 мая 2023 года

Стипендиат Центра социальных наук Стэнфордского университета (2001—2002), Национального фонда гуманитарных наук США (2001—2002, 2009—2010), Мемориального фонда Гуггенхайма (2001—2002), Национального совета по советским и восточноевропейским исследованиям (2009—2010), Американского совета научных сообществ (2009—2010), Гуверовского института (2009—2010), Берлинского института перспективных исследований (2013—2014), Института гуманитарных исследований в Вене (2022). Приглашенный автор на фестивале иностранных авторов Национального центра книги и Министерства культуры Франции (ноябрь 2009).

## Взгляды
Считает, что большевики являлись «милленаристской сектой», которая захватила государственную власть. При этом Россия не сможет полностью отречься от советского наследия, отчасти потому что победа в Великой Отечественной войне непредставима без коммунистов.
Оценивая Вторжение России в Украину (с 2022), он пришел к выводу, что война означает серьёзный и продолжительный разрыв между Россией и Западом. Он поддерживает утверждение Владимира Познера, согласно которому отказ западных стран принять Россию в общую структуру европейской безопасности привел к кризисной ситуации.
Слёзкин написал, что западная цивилизация сохраняет «под одной крышей два чуждых друг другу мира: англо-американский и западноевропейский космополитизм и восточноевропейский [и израильский] этнонационализм». Соответственно, страны Балтии являются «этнократиями» и Израиль «расистским государством», создавшим, по справедливым или несправедливым причинам, систему «апартеида», где есть граждане «первого, второго, и третьего сорта». У него самого много родственников в Израиле; его тетя была жертвой вторжения ХАМАСА 7 октября 2023 года, но выжила.
Говорит, что цензура в западных странах очень велика. Она исходит от частных и профессиональных институтов, и создает общество «конформистов». Священными коровами являются «вопросы семьи, пола и расы».

## Избранные работы
- Советская этнография в нокдауне: 1928—1938 // Этнографическое обозрение. 1993. № 2. С. 113—125.
- Between Heaven and Hell: The Myth of Siberia in Russian Culture / Diment G., Slezkine Yu. (eds.). — New York: St. Martin's Press, 1993. — 288 p. — ISBN 03-120-6072-6.
- Slezkine Yuri. The USSR as a Communal Apartment, or How a Socialist State Promoted Ethnic Particularism (англ.) // Slavic Review. — 1994, Summer. — Vol. 53, no. 2. — P. 414—452.
  - Слёзкин Ю. СССР как коммунальная квартира, или Каким образом социалистическое государство поощряло этническую обособленность // Американская русистика. Вехи историографии последних лет: Советский период : сборн.. — Самара, 2001. — С. 329–374.
- Slezkine Yuri. Arctic Mirrors: Russia and the Small Peoples of the North. — Ithaca: Cornell University Press, 1994. — 448 p. — ISBN 0801481783.
  - Арктические зеркала. Россия и малые народы Севера. — М.: Новое литературное обозрение, 2008. — 512 с. — ISBN 978-5-86793-561-0.[6]
- In the Shadow of the Revolution: Life Stories of Russian Women from 1917 to the Second World War, (ред. Шейла Фицпатрик и Юрий Слёзкин), Princeton University Press, 2000.
- The Jewish Century, Princeton University Press, 2004. — ISBN 0-691-11995-3.
  - Эра Меркурия. Евреи в современном мире. — М.: Новое литературное обозрение, 2007. — 544 с. — ISBN 5-86793-355-5[12][13][14].
  - Эра Меркурия. Евреи в современном мире. — М.: АСТ, Corpus, 2019. — 512 с. — ISBN 978-5-17-109198-9.
- The House of Government: A Saga of the Russian Revolution / Slezkine Yuri. — Princeton: Princeton University Press, 2017. — 1128 p. — ISBN 978-0691176949.
  - Дом правительства. Сага о русской революции. — М.: Corpus, 2019. — 976 с. — ISBN 978-5-17-100477-4.
  - Ивар Смилга и российский эпилог Латышской революции.